# Cloniophorus strigosus
Cloniophorus strigosus es una especie de escarabajo longicornio del género Cloniophorus, tribu Callichromatini, subfamilia Cerambycinae. Fue descrita científicamente por Hintz en 1919.

## Descripción
Mide 15-20 milímetros de longitud.

## Distribución
Se distribuye por Camerún, Costa de Marfil, Ghana, Guinea Ecuatorial, República Democrática del Congo y Sierra Leona.